# 상가 티사 2세
상가 티사 2세(싱할라어: සංඝ තිස්ස ෨, 528년 ~ 608년 6월 16일)는 아누라다푸라 왕국 모리야 왕조의 제15대 군주였다. 그는 그의 형인 아가보디 2세의 뒤를 이어 아누라다푸라 국왕으로 즉위하였으며, 목갈라나 3세에게 왕위를 물려주었다.

## 같이 보기
- 스리랑카의 역사